# Joseph II. (Schwarzenberg)

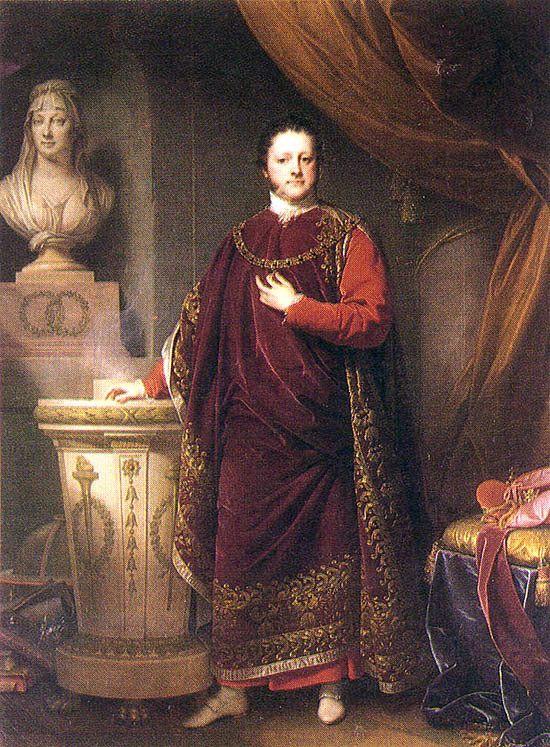
Joseph II. Fürst von Schwarzenberg

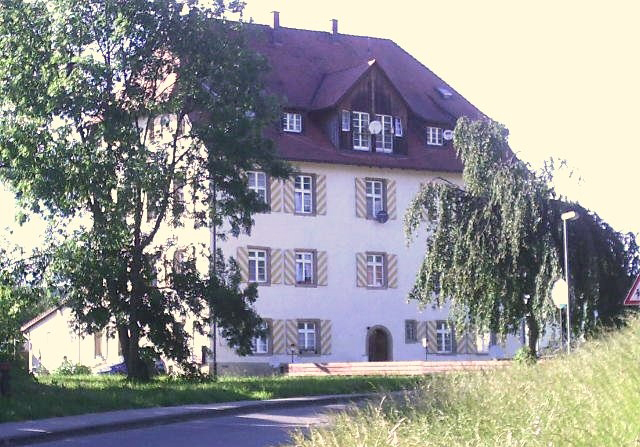
Schloss Willmendingen

Joseph II. Johann Nepomuk Karl Franz de Paula Ladislaus Fürst von Schwarzenberg (* 27. Juni 1769 in Wien; † 19. Dezember 1833 in Frauenberg) war ein deutsch-böhmischer Adliger aus dem Haus Schwarzenberg.

## Leben
Joseph wurde als erster Sohn des Johann I. von Schwarzenberg und der Maria Eleonora Gräfin von Öttingen-Wallerstein geboren und trat 1789 das Erbe seines Vaters an, unter anderem baute er den schwarzenbergischen Holzschwemmkanal in Südböhmen weiter aus. Er betätigte sich im Bankwesen und engagierte sich vielfältig um die Versorgung der Armen, Invaliden, Witwen und Waisen.
Im Jahre 1798 kaufte er die Güter Stubenbach und Gutwasser mit den angeschlossenen künischen Freigerichten Stachau, Altstadln und Neustadln. Er vereinte diese mit dem zwei Jahre später erworbenen Gut Langendorf zur Allodialherrschaft Stubenbach und Langendorf. 1801 oder 1803 erwarb er das Schloss Willmendingen im Klettgau, 1810 den Besitz Libějovice.
1802 trat er seinem jüngeren Bruder Karl Philipp, dem späteren Feldmarschall, das Zweite Majorat des Fürstenhauses und einen Teil des Besitzes als Sekundogenitur ab, der es auf die Herrschaft Worlik übertragen ließ. Der tschechische Politiker Karel Schwarzenberg (1937–2023) aus dieser Linie war seit 1979 internes Oberhaupt der Familie Schwarzenberg und vereinigte in seiner Person die beiden Linien (Primogenitur und Sekundogenitur) der Familie.
1804 ließ er seinem 1795 als Offizier bei der Belagerung von Mannheim tödlich verwundeten Bruder Friedrich Johann Nepomuk zu Schwarzenberg von dem Bildhauer Maximilian Joseph Pozzi ein aufwändiges und sehr qualitätsvolles Marmor-Grabmal errichten. Es befindet sich am Sterbeort Friedrich Johanns, in der Pfarrkirche St. Laurentius, zu Weinheim.
1806 verlor er die Landeshoheit über die fränkischen und schwäbischen Besitzungen seines Hauses.
1808 wurde Joseph in den Orden vom Goldenen Vlies aufgenommen.

## Ehe und Nachkommen
Joseph heiratete im Mai 1794 Pauline Karolina Iris Prinzessin von Arenberg-Aarschot (* 2. September 1774; † 2. Juli 1810), Tochter des Herzogs Ludwig Engelbert von Arenberg und Aarschot, und hatte mit ihr sechs Töchter und drei Söhne:
- Marie Eleonore Phillipine (1795–1848) ⚭ 1817 Alfred, 1. Fürst zu Windisch-Grätz (1787–1862)
- Marie Pauline Therese (1798–1821) ⚭ 1817 Heinrich Eduard 2. Fürst von Schönburg-Hartenstein (1787–1872)
- Johann Adolph Joseph (1799–1888) ⚭ 1830 Eleonore Fürstin von Liechtenstein (1812–1873)
- Felix Ludwig Johann (1800–1852), Ministerpräsident von Österreich
- Aloysia Eleonore (1803–1884) ⚭ 1823 Heinrich Eduard Fürst von Schönburg-Waldenburg-Hartenstein (ihr verwitweter Schwager, s. v.)
- Mathilde Therese (1804–1886)
- Maria Karolina (1806–1875) ⚭ 1831 Ferdinand, 2. Fürst von Bretzenheim (1801–1855)
- Anna Bertha (1807–1883) ⚭ Fürst August Longin Lobkowitz (1797–1842)
- Friedrich Johann (1809–1885), 1835 Erzbischof von Salzburg, Kardinal und Fürsterzbischof von Prag

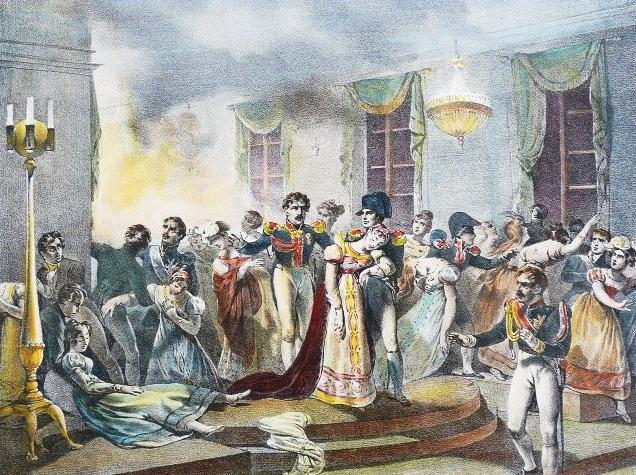
Brand in der österreichischen Botschaft in Paris am 4. Juli 1810

Seine Gemahlin, Fürstin Pauline, starb 1810 bei einem Brand während eines Balls in der österreichischen Botschaft in Paris, dem Hôtel de Montesson in der Rue de Montblanc, den der österreichische Botschafter, Fürst Josephs jüngerer Bruder Prinz Karl Schwarzenberg, kurz nach der Heirat Napoleons I. mit Marie-Louise von Österreich zu deren Ehren und in deren Anwesenheit gegeben hatte. Der in den Garten hinein errichtete provisorische Tanzsaal aus Holzwänden, überzogen mit Wachsleinwand, fing Feuer und löste eine Massenflucht aus, unter der die hölzernen Treppenstufen einbrachen, Menschen niedergetreten wurden und hinabstürzten. Der Brand, dessen Löschung Kaiser Napoleon selbst leitete, kostete zwanzig Personen das Leben, darunter auch der Fürstin Sophia Theresia von der Leyen, Gemahlin des Fürsten Philipp von der Leyen. Der Brand veranlasste den Kaiser zu einer vollständigen Neuorganisation der Feuerwehr Corps des gardes-pompes, der heutigen Brigade des Sapeurs-Pompiers de Paris.